# Osmia alpestris
Osmia alpestris är en biart som beskrevs av rust, Richard Mitchell Bohart och > 1986. Osmia alpestris ingår i släktet murarbin, och familjen buksamlarbin. Inga underarter finns listade i Catalogue of Life.